# Aurora D8

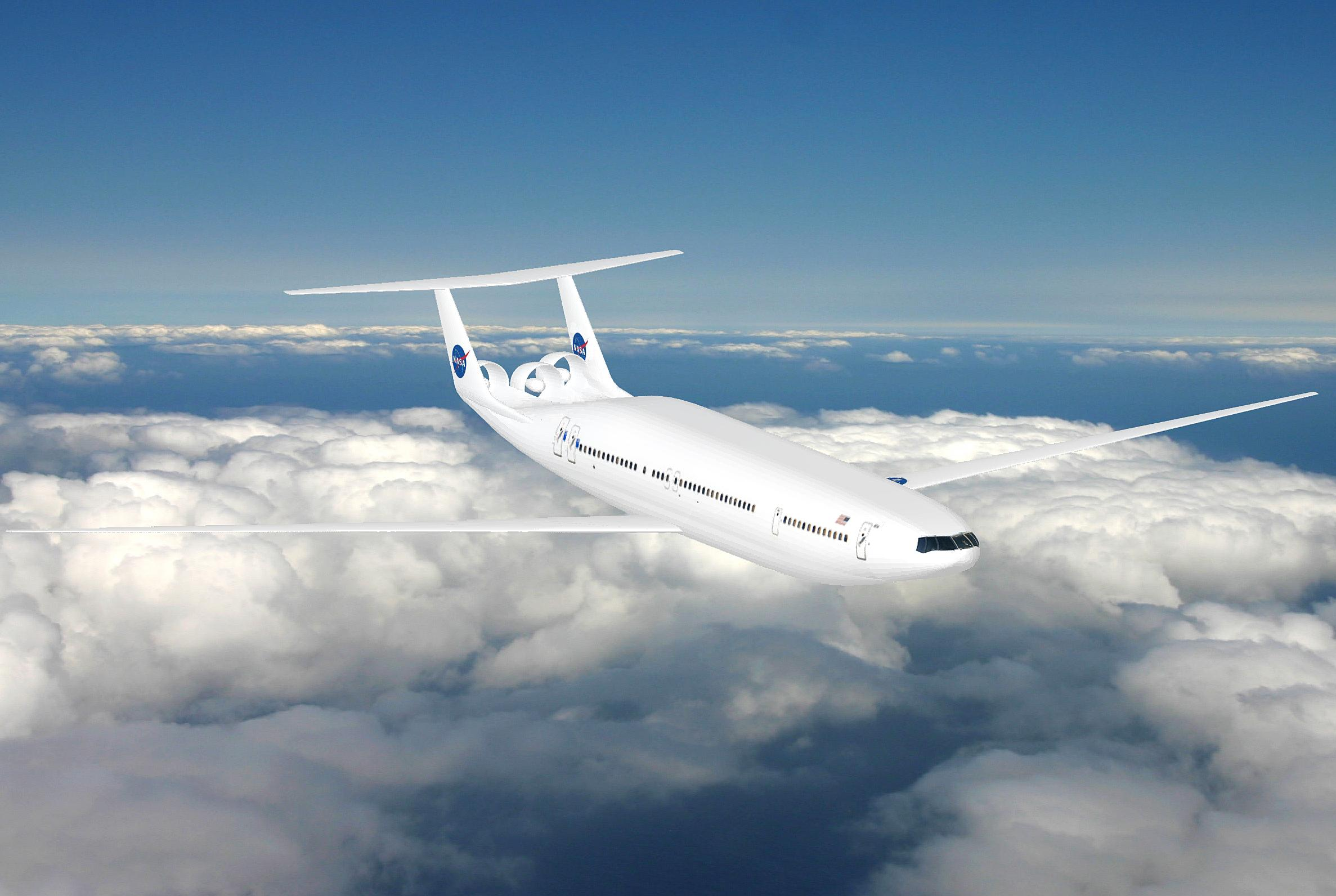
Vue d'artiste de l'Aurora D8.

L'Aurora D8, également connue sous le nom de D8 Airliner, est un concept d’avion de ligne en développement depuis mi-2017. Le projet a été lancé en 2008 par Aurora Flight Sciences (en), le MIT et Pratt & Whitney sous le parrainage de la NASA avec un financement de 2,9 millions US $.
Aurora affine la conception de la D8, économe en carburant, développée pour la NASA par le MIT, et espérait initialement faire voler un démonstrateur à échelle réduite en 2022. Cet avion de ligne de 180 sièges, avec une portée de 4 800 km, est conçu pour voler à 936 km/h dans les capacités des Boeing 737 ou Airbus A320 et pourrait être en service d'essai dès 2027 au plus tôt et 2035 au plus tard.
Aurora Flight Sciences a été acheté par Boeing le 8 novembre 2017 pour ses développements de drones. La filiale est destinée à accélérer le développement de la technologie autonome de Boeing.